# بريانكا
بريانكا (Брянка) هي مدينة في مقاطعة لوهانسكا في أوكرانيا.